# Ministerul pentru Mediul de Afaceri, Comerț și Antreprenoriat
Ministerul pentru Mediul de Afaceri, Comerț și Antreprenoriat, înființat în anul 2017, a fost instituția de specialitate a Guvernului României, care aplica Strategia și Programul de guvernare în domeniile întreprinderilor mici și mijlocii, mediului de afaceri, comerțului, antreprenoriatului și investițiilor străine, în concordanță cu cerințele economiei de piață și pentru stimularea inițiativei antreprenoriale a operatorilor economici. Atribuțiile au fost preluate de Ministerul Economiei, Antreprenoriatului și Turismului.

## Descriere
România are nevoie de un ecosistem antreprenorial puternic, în care componenta legislativă, infrastructura mediului de afaceri și cultura antreprenorială să genereze coerența și stabilitatea necesare stimulării comunității de business. 
În activitatea sa, Ministerul pentru Mediul de Afaceri, Comerț și Antreprenoriat se guvernează după principii,  precum coerență, stabilitate și predictibilitate; perfecționarea managementului fondurilor publice; transparența activității în toate domeniile sale de activitate; colaborarea cu partenerii sociali.
Ministerul pentru Mediul de Afaceri, Comerț și Antreprenoriat pune un deosebit accent pe stimularea creșterii economice și ocupării forței de muncă prin coeziune economică și socială.
Sprijinirea sectorului IMM reprezintă o prioritate a programului economic. Contributor de importanță strategică la creșterea economică și crearea de locuri de muncă, sectorul întreprinderilor mici și mijlocii trebuie și beneficiază  din partea statului de politici publice ce vizează o reglementare inteligentă, consultare sistematică cu organizațiile reprezentative, un sistem fiscal atractiv, creșterea accesului IMM-urilor la finanțare, simplificarea procedurilor și debirocratizare pentru micii întreprinzatori.
Ministerul pentru Mediul de Afaceri, Comerț și Antreprenoriat este punctul național unic de contact pentru întreaga comunitate de afaceri, este susținătorul unui dialog deschis, concret, bazat pe respect și încredere reciprocă. 
Acționând împreună cu mediul de afaceri și nu pentru mediul de afaceri, Ministerul pentru Mediul de Afaceri, Comerț și Antreprenoriat se implică în proiecte menite să ajute mai bine antreprenorii, favorizând expansiunea și substanțializarea activității acestora, urmate, în mod firesc, de accesarea sporită a finanțărilor puse la dispoziție de statul român, îmbunătățirea competitivității, consolidarea afacerilor, promovarea spiritului inovativ, crearea de noi locuri de muncă și creșterea numărului de angajați. 

## Organizare
Domeniile de interes ale Ministerului pentru Mediul de Afaceri, Comerț și Antreprenoriat sunt:
- susținerea dezvoltării întreprinderilor mici și mijlocii și antreprenoriatului

Direcția Antreprenoriat și Programe pentru IMM 
http://www.aippimm.ro/ Arhivat în 13 iulie 2018, la Wayback Machine.
- reglementări ale cadrului de business

Direcția Mediul de Afaceri 
http://www.imm.gov.ro/mediul-de-afaceri Arhivat în 15 iunie 2018, la Wayback Machine.
- atragerea investițiilor străine directe

InvestRomania
http://www.imm.gov.ro/investitii-straine Arhivat în 9 iulie 2018, la Wayback Machine.
- comerț exterior

Departamentul de Comerț Exterior
http://www.imm.gov.ro/comert-exterior Arhivat în 2 iulie 2018, la Wayback Machine.

### Măsuri
Printre măsurile avute în vedere de Ministerul pentru Mediul de Afaceri, Comerț și Antreprenoriat pentru atingerea obiectivelor sale,  se regăsesc: 
- Dezvoltarea Agențiilor Regionale pentru IMM, Atragere de Investiții și Promovare a Exportului
- Adoptarea Legii parteneriatului public-privat
- Restartarea mediului de afaceri
- Programe de creștere a volumului ISD prin promovarea ofertei de business a României la nivel mondial și asistarea companiilor internaționale în implementarea proiectelor de investiții

### Programe
- Programul Romania Start-up Nation
- Programul de dezvoltare a activităților de comercializare a produselor și serviciilor de piață
- Programul pentru dezvoltarea culturii antreprenoriale în rândul femeilor manager din sectorul IMM
- Programul național multianual de microindustrializare
- Programul național multianual pentru susținerea meșteșugurilor și artizanatului
- Programul UNCTAD/EMPRETEC–România pentru sprijinirea dezvoltării întreprinderilor mici și mijlocii
- Programul Romania HUB
- Programul Româno-Elvețian pentru IMM-uri
- Programul COSME
- Programul pentru internaționalizarea companiilor românești
- Programul de Promovare a Exportului